# Kalistroncita
La kalistroncita és un mineral de la classe dels sulfats que pertany al grup de la palmierita. Rep el seu nom en al·lusió a la seva composició, contenint potassi (en llatí, kalium) i estronci.

## Característiques
La kalistroncita és un sulfat de fórmula química K₂Sr(SO₄)₂. Cristal·litza en el sistema trigonal. Els cristalls són en forma de plaques, mostrant (1010} i {0001}, de fins a 2,2 centímetres. La seva duresa a l'escala de Mohs és 2. És l'anàleg amb estronci de la palmierita, de la qual és una espècie isostructural.
Segons la classificació de Nickel-Strunz, la kalistroncita pertany a «07.AD - Sulfats (selenats, etc.) sense anions addicionals, sense H₂O, amb cations grans només» juntament amb els següents minerals: arcanita, mascagnita, mercal·lita, misenita, letovicita, glauberita, anhidrita, anglesita, barita, celestina, olsacherita i palmierita.

## Formació i jaciments
Va ser descoberta l'any 1962 a Alshtan, al districte de Sterlitamak, a Baixkíria (Districte Federal dels Urals, Rússia). Sol trobar-se associada a altres minerals com: halita, anhidrita, dolomita, silvita o guix.